# Vengeance Is Mine!
Vengeance Is Mine! è un film muto del 1916 diretto da Robert Broadwell.

## Trama
La giovane Marion viene sedotta da Stanley Clark nella stanza di un albergo. L'uomo, poi, strappa dal registro la pagina che testimonia il loro soggiorno in hotel, pagina che gli potrà servire per ricattare la ragazza. Passano alcuni anni: Marion si è sposata con John Loring, il governatore. Richard, il fratello di Loring, sente la cognata parlare con un uomo che la sta ricattando e li segue. Assiste non visto al loro colloquio durante il quale Marion domanda disperata di avere più tempo per trovare il denaro. Richard, allora, interviene e si batte con Clark, il ricattatore. Durante la lotta, Marion spara e, senza volerlo, uccide Clark. Richard, per salvare l'onore della famiglia, prende su di sé la colpa del delitto: processato, viene condannato a morte. Durante il processo, Marion non ha mai parlato ma ora, davanti a quella condanna, si confida con il marito al quale racconta la verità dei fatti. Loring, per salvare il fratello, rinuncia alla sua carica, trasferendosi con tutta la famiglia in un'altra città.

## Produzione
Il film fu prodotto dalla David Horsley Productions e dalla Centaur Film Company.

## Distribuzione
Distribuito dalla Mutual Film il film - presentato da David Horsley - uscì nelle sale cinematografiche USA il 31 gennaio 1916.